# اتپور!
اتپور! (به صربی:  Отпор!) به معنی مقاومت سازمانی سیاسی در صربستان از ۱۹۹۸ تا ۲۰۰۴ بود که عمدهٔ شهرت آن به خاطر مبارزهٔ بدون خشونت برای مقابله با مقامات صربی تحت تسلط اسلوبودان میلوشویچ بود. اتپور! به جنبش مدنی جوانان مبدل شد که اوج فعالیت آن در ۵ اکتبر ۲۰۰۰ مقارن با سقوط میلوشویچ شد. جنبش بدون خشونت اتپور از سال ۱۹۹۸ آغاز و تا سال ۲۰۰۰ که میلوشویچ سقوط کرد، در سرتاسر کشور بسط یافت. در روزهای اوج این جنبش، هفتاد هزار نفر از آن طرفداری کردند و در براندازی ۵ اکتبر میلوشویچ نقش ایفا کردند.